# Red Chute
Red Chute és una població dels Estats Units a l'estat de Louisiana. Segons el cens del 2000 tenia 5.984 habitants.

## Demografia
Segons el cens del 2000, Red Chute tenia 5.984 habitants, 2.133 habitatges, i 1.723 famílies. La densitat de població era de 248,7 habitants/km².
Dels 2.133 habitatges en un 42,8% hi vivien nens de menys de 18 anys, en un 67,3% hi vivien parelles casades, en un 9,9% dones solteres, i en un 19,2% no eren unitats familiars. En el 15,2% dels habitatges hi vivien persones soles el 3,9% de les quals corresponia a persones de 65 anys o més que vivien soles. El nombre mitjà de persones vivint en cada habitatge era de 2,8 i el nombre mitjà de persones que vivien en cada família era de 3,11.
Per edats la població es repartia de la següent manera: un 28,9% tenia menys de 18 anys, un 7,4% entre 18 i 24, un 33,1% entre 25 i 44, un 24% de 45 a 60 i un 6,6% 65 anys o més.
L'edat mediana era de 35 anys. Per cada 100 dones de 18 o més anys hi havia 96,4 homes.
La renda mediana per habitatge era de 54.848 $ i la renda mediana per família de 60.432 $. Els homes tenien una renda mediana de 37.312 $ mentre que les dones 27.649 $. La renda per capita de la població era de 21.908 $. Entorn del 2,6% de les famílies i el 5% de la població estaven per davall del llindar de pobresa.

## Poblacions més properes
El següent diagrama mostra les poblacions més properes.